# Discopodium
Discopodium, biljni rod krumpirovki smješten u podtribus  Withaniinae, dio tribusa Physalideae. Pripada mu dvije vrste grmova i drveća iz Afrike.
Rod je opisan u Flora 27: 22. 1844.

## Vrste
1. Discopodium eremanthum Chiov.
2. Discopodium penninervium Hochst.; tip